# Instituto Indiano de Tecnologia de Madras
Instituto Indiano de Tecnologia de Madras é um instituição pública de engenharia, localizado em Chennai, Tamil Nadu. Como um dos Institutos Indianos de Tecnologia (Iisc), é reconhecido como um Instituto de Importância Nacional. Fundada em 1959, com assistência técnica e financeira do governo da antiga Alemanha Ocidental, foi o terceiro IIT que foi estabelecida pelo governo da Índia. IIT Madras foi classificado como o melhor instituto de engenharia na Índia, por três anos consecutivos (2016-2018) pelo sistema Nacional de Ranking Institucional Framework do Ministério de Desenvolvimento de Recursos Humanos.